# С-278
С-278 (в составе ВМС Польши — ORP Sokół (293)) — советская и польская средняя подводная лодка проекта 613.

## История службы
Строительство лодки началось 30 ноября 1954, когда она была зачислена в списки кораблей ВМФ. Закладка состоялась 9 декабря на эллинге ССЗ №112 «Красное Сормово» им. А.А. Жданова в Горьком. 19 апреля 1955 С-278 была спущена на воду. Весной её по внутренним водным системам перевели в Ленинград, где она проходила сдаточные испытания. 12 ноября она вступила в строй, 26 ноября была зачислена в состав 8-го ВМФ, 24 декабря — в состав Краснознамённого Балтийского флота.
1 декабря 1956 вышла из боевого состава и была законсервирована в гавани города Палдиски, однако позднее, 15 июля 1964 была расконсервирована и вернулась в строй. 11 ноября того же года лодку продали ВМС Польши, на ней флаг был поднят 14 ноября флаг ВМС ПНР. 24 ноября подлодка получила имя ORP Sokół и тактический номер 293, войдя в состав 1-й бригады подлодок. 15 декабря советский экипаж подлодки был распущен.
С 1965 по 1970 годы подлодка участвовала в различных учениях в районе Северного моря и Северной Атлантики. 1 августа 1969 подлодка опустилась на предельную глубину 180 м близ острова Готланд. Позднее она участвовала в различных учениях в Балтийском море в рамках учений стран ОВД. Для маскировки и дезинформации западных разведслужб подлодка получила бортовой номер 296, что вскоре привело к появлению в иностранных справочниках подлодки проекта 613 с наименованием «Vilk».
В марте 1982 подлодка участвовала в учениях Фольксмарине, на которых немцы тестировали новейшие системы обнаружения подлодок. 19 декабря 1987 подлодку исключили из состава ВМС Польши и разобрали на металл через два года.